# حوزه انتخابیه دوم نوادا
حوزه انتخابیه دوم نوادا یک حوزه انتخابیه مجلس نمایندگان آمریکا است که در ایالت نوادا قرار دارد.